# 東京 (清木場俊介の曲)
「東京」（とうきょう）は、清木場俊介の初の自主レーベルからの配信限定シングルである。

## 概要
前作から約一年半ぶりとなる新曲「東京」は清木場俊介による、自身のレーベル「UTAIYA RECORDS UNITED」から1枚目の配信限定シングルである。

## 収録曲
| 全作詞・作曲: 清木場俊介。 |           |            |            |      |
| #                          | タイトル  | 作詞       | 作曲・編曲 | 時間 |
| 1.                         | 「東京」  | 清木場俊介 | 清木場俊介 | 6:13 |
| 合計時間:                  | 合計時間: | 6:13       |            |      |